# 6 uur van Imola
De 6 uur van Imola is een race uit het FIA World Endurance Championship. De race vindt plaats op het Autodromo Internazionale Enzo e Dino Ferrari. De eerste editie vond in 2011 plaats, en de eerste race in het kader van het WEC werd in 2024 gehouden.

## Geschiedenis
De race werd in 2011 voor het eerst gehouden als de vierde ronde van de Intercontinental Le Mans Cup en de derde ronde van de Le Mans Series. In 2012 werden deze kampioenschappen respectievelijk vervangen door het FIA World Endurance Championship (WEC) en de European Le Mans Series (ELMS), maar in geen van beide kampioenschappen keerde de race op Imola terug. In 2013 stond het circuit wel op de ELMS-kalender, alhoewel deze race over drie uur werd gehouden.
Op 9 juni 2023 werd de WEC-kalender van 2024 onthuld, waarop de 6 uur van Imola als vervanger van de 6 uur van Monza werd aangewezen. De Italiaanse ronde van het wereldkampioenschap werd tussen 2021 en 2023 op het Autodromo Nazionale Monza gehouden. In 2024 moest deze ronde echter van juli naar april worden verhuisd om op de kalender voor een extra niet-Europese ronde plaats te maken. Op Monza werden er rond die tijd werkzaamheden uitgevoerd, waardoor de Italiaanse ronde naar Imola werd verplaatst.

## Winnaars
| Jaar       | Winnaars                                              | Team                | Auto                | Tijd          | Ronden        | Afstand       | Verslag |
| ---------- | ----------------------------------------------------- | ------------------- | ------------------- | ------------- | ------------- | ------------- | ------- |
| 2011       | Sébastien Bourdais Anthony Davidson                   | Team Peugeot Total  | Peugeot 908 HDi FAP | 6:01:01.623   | 220           | 1079,980 km   | Verslag |
| 2012- 2023 | Niet gehouden                                         | Niet gehouden       | Niet gehouden       | Niet gehouden | Niet gehouden | Niet gehouden |         |
| 2024       | Mike Conway Kamui Kobayashi Nyck de Vries             | Toyota Gazoo Racing | Toyota GR010 Hybrid | 6:00:34.717   | 205           | 1006,345 km   | Verslag |
| 2025       | James Calado Antonio Giovinazzi Alessandro Pier Guidi | Ferrari AF Corse    | Ferrari 499P        | 6:00:28.365   | 212           | 1040,460 km   | Verslag |